# Pierre Arty
 (avril 2015).
Pierre, chevalier Lulsens, alias Pierre Arty, né en 1923 et mort à Bruxelles le 8 septembre 2010, est un homme de théâtre belge francophone.

## Biographie
Époux d'Andrée Rahier, alias Andrée Arty, collagiste surréaliste, Pierre Arty a une activité notable dans le domaine du spectacle (production de créations belges et accueils de spectacles belges et étrangers).
Il fut administrateur du Festival mondial de Bruxelles en 1958, cofondateur d’Europalia et des Francophonies théâtrales, administrateur-délégué d’Exploration du monde et de l’Association des arts et de la culture (ADAC) au Palais des beaux-arts, qui organise depuis 1951 Exploration du monde. Il était vice-président de la Fondation Reine Paola.

## Distinctions
Il a été élevé au rang de chevalier par le roi Albert II de Belgique en 2001.